# Gymnapogon japonicus
Gymnapogon japonicus är en fiskart som beskrevs av Regan, 1905. Gymnapogon japonicus ingår i släktet Gymnapogon och familjen Apogonidae. Inga underarter finns listade i Catalogue of Life.